# Dana Govoreanu
Dana Maria Govoreanu (* 21. Oktober 2003 in Râmnicu Vâlcea) ist eine rumänische Hürdenläuferin, die sich auf die 100-Meter-Distanz spezialisiert hat.

## Sportliche Laufbahn
Erste internationale Erfahrungen sammelte Dana Govoreanu im Jahr 2021, als sie bei den U20-Balkan-Meisterschaften in Istanbul in 14,11 s die Goldmedaille über 100 m Hürden gewann und mit der rumänischen 4-mal-100-Meter-Staffel disqualifiziert wurde. Anschließend schied sie bei den U20-Weltmeisterschaften in Nairobi mit 13,87 s im Halbfinale über 100 m Hürden aus. Im Jahr darauf gewann sie bei den U20-Balkan-Hallenmeisterschaften in Belgrad in 8,51 s die Bronzemedaille im 60-Meter-Hürdenlauf und im Juni kam sie bei den Balkan-Meisterschaften in Craiova über 100 m Hürden nicht ins Ziel und belegte mit der Staffel in 45,87 s den fünften Platz. 2023 kam sie bei den U23-Europameisterschaften in Espoo mit 13,68 s nicht über den Vorlauf über 100 m Hürden hinaus und im Jahr darauf belegte sie bei den Balkan-Meisterschaften in Izmir in 13,43 s den achten Platz. 
2024 wurde Govoreanu rumänische Hallenmeisterin im 60-Meter-Hürdenlauf.

## Persönliche Bestzeiten
- 100 m Hürden: 13,41 s (+0,8 m/s), 11. Mai 2024 in Bukarest
  - 60 m Hürden (Halle): 8,31 s, 23. Januar 2022 in Bukarest